# Microrape jasminatus
Microrape jasminatus is een vlinder uit de familie van de Megalopygidae. De wetenschappelijke naam van de soort is voor het eerst geldig gepubliceerd in 1893 door Dognin.